# Pierre Radványi
Pierre Radványi (* 29. April 1926 in Berlin als Peter Radványi; † 6. Dezember 2021 in Paris) war ein französischer Physiker deutsch-ungarischer Abstammung. Seine Mutter war die deutsche Schriftstellerin Anna Seghers und sein Vater der deutsche Soziologe und Wirtschaftswissenschaftler Johann Lorenz Schmidt (geb. László Radványi). Radványi setzte sich als Mitbegründer der Anna Seghers-Gesellschaft und als Vorstandsmitglied der Anna Seghers-Stiftung zeitlebens für das Werk seiner Mutter ein.

## Leben
Mit seiner jüdischen Familie musste er 1933 nach Frankreich und 1941 nach Mexiko emigrieren. Nach dem Kriegsende kehrten sie nach Frankreich zurück und Pierre Radványi nahm ein Studium der Physik in Paris auf. Ab 1948 arbeitete er  am Collège de France bei Frédéric Joliot-Curie. 1954 wurde er promoviert und arbeitete anschließend am Centre national de la recherche scientifique. In den Folgejahren publizierte er zahlreiche Schriften zur Kernphysik. 
2005 erschien sein erstes belletristisches Werk „Jenseits des Stroms. Erinnerungen an meine Mutter“. Pierre Radványi war stellvertretender Vorsitzender der Anna-Seghers-Stiftung, die alljährlich den Anna-Seghers-Preis verleiht.
Pierre Radványi starb im Dezember 2021 im Alter von 95 Jahren in Paris. Er war Vater von drei Söhnen, darunter Jean Radvanyi (* 1949), der Geograph und Kodirektor des Centre de recherches Europe-Eurasie am Institut national des langues et civilisations orientales (Inalco) in Paris ist.

## Schriften
- Jenseits des Stroms. Erinnerungen an meine Mutter. Aufbau, Berlin 2005, ISBN 978-3-7466-2283-5.
- Die Curies. Eine Dynastie von Nobelpreisträgern (Les Curie. Deux couples radioactifs, 2001). Spektrum der Wissenschaft, Weinheim 2003, ISBN 3-936278-49-0.
- La Radioactivité artificielle et son histoire. Seuil CNRS, Paris 1984, ISBN 2-02-006835-4 (zusammen mit Monique Bordry).
- Contribution à l'étude de la capture d'électrons orbitaux par les noyaux. Masson, Paris 1955 (zugl. Dissertation, Universität Paris 1954).